# Liste der Flughäfen und Flugplätze auf den Bahamas

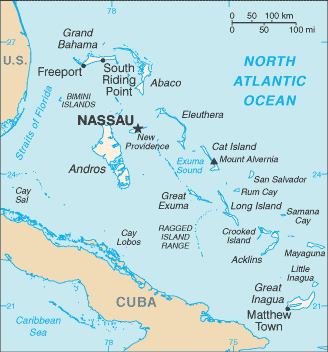
Karte der Bahamas

Die Bahamas bestehen aus 29 Inseln, 661 Cays und 2.387 Islets (kleinen Inseln).

## Flughäfen und Flugplätze
Namen in Fettschrift zeigen regelmäßigen Linienverkehr an.
| Ort                              | ICAO      | IATA | Flughafenname                                       | Start- und Landebahn; (in Fuß (ft)) | Koordinaten                  |
| -------------------------------- | --------- | ---- | --------------------------------------------------- | --- | ---------------------------- |
| Abaco                            |           |      |                                                     | |                              |
| Castaway Cay                     | MYAG      |      | Castaway Cay Airport (privat)                       | 14/32: 3100 × 80 (945 × 24 m), Asphalt | 26° 5′ 26″ N, 77° 32′ 23″ W  |
| Marsh Harbour                    | MYAM      | MHH  | Flughafen Marsh Harbour                             | 6100 × 100 (1859 × 30 m) | 26° 30′ 41″ N, 77° 5′ 0″ W   |
| Mores Island                     | MYAO      |      | Flughafen Mores Island                              | 2640 × 100 (805 × 30 m) | 26° 19′ 4″ N, 77° 33′ 44″ W  |
| Sandy Point                      | MYAS      |      | Flughafen Sandy Point                               | 4500 × 100 (1332 × 30 m) | 26° 0′ 17″ N, 77° 23′ 43″ W  |
| Scotland Cay                     | MYXI      |      | Flugplatz Scotland Cay (privat)                     | 13/31: 3000 × 100 (914 × 30 m), Schotter | 26° 38′ 31″ N, 77° 4′ 2″ W   |
| Spanish Cay                      | MYAX      |      | Flughafen Spanish Cay                               | 14/32: 4402 × 70 (1342 × 21 m), Schotter | 26° 57′ 1″ N, 77° 32′ 37″ W  |
| Treasure Cay                     | MYAT      | TCB  | Flughafen Treasure Cay                              | 6900 × 150 (2103 × 46 m) | 26° 44′ 43″ N, 77° 23′ 27″ W |
| Walkers Cay                      | MYAW      | WKR  | Flughafen Walkers Cay                               | 09/27: 2500 × 80 (762 × 24 m), Schotter | 27° 15′ 37″ N, 78° 24′ 8″ W  |
| Acklins                          |           |      |                                                     | |                              |
| Spring Point                     | MYAP      | AXP  | Flughafen Spring Point                              | 5000 × 150 (1524 × 46 m) | 22° 26′ 30″ N, 73° 58′ 14″ W |
| Andros                           |           |      |                                                     | |                              |
| Andros Town, North Andros        | MYAF      | ASD  | Flughafen Andros Town (Fresh Creek Airport)         | 4000 × 100 (1219 × 30 m) | 24° 41′ 52″ N, 77° 47′ 44″ W |
| Andros Town, North Andros        | MYCZ      |      | Autec Heliport                                      | H1: 100 × 100 (30 × 30 m), Asphalt H2: 100 × 100 (30 × 30 m), Asphalt H3: 100 × 100 (30 × 30 m), Asphalt H4: 100 × 100 (30 × 30 m), Asphalt | 24° 42′ 34″ N, 77° 46′ 21″ W |
| Andros Town, North Andros        |           |      | Andros Central Airport (geschlossen)                | 5000 × 150 (1524 × 46 m) | 24° 43′ 32″ N, 77° 59′ 17″ W |
| Congo Town, South Andros         | MYAK      | TZN  | Flughafen South Andros Airport (Congo Town Airport) | 4300 × 100 (1311 × 30 m) | 24° 9′ 31″ N, 77° 35′ 23″ W  |
| Mangrove Cay                     | MYAB      | MAY  | Clarence A. Bain Airport                            | 5000 × 75 (1524 × 23 m) | 24° 17′ 15″ N, 77° 41′ 3″ W  |
| Nicholls Town, North Andros      | MYAN      | SAQ  | Flughafen San Andros                                | 5000 × 75 (1524 × 23 m) | 25° 3′ 13″ N, 78° 2′ 57″ W   |
| Berry Islands                    |           |      |                                                     | |                              |
| Big Whale Cay                    | MYBW      |      | Flughafen Big Whale Cay                             | 07/25: 4000 × 55 (1219 × 17 m), Asphalt | 25° 24′ 7″ N, 77° 47′ 18″ W  |
| Chub Cay                         | MYBC      | CCZ  | Chub Cay International Airport                      | 11/29: 5000 × 78 (1524 × 24 m), Asphalt | 25° 25′ 1″ N, 77° 52′ 50″ W  |
| Cistern Cay                      | MYBT      |      | Flugplatz Cistern                                   | 16/34: 2250 × 80 (686 × 24 m), Asphalt | 25° 46′ 46″ N, 77° 53′ 8″ W  |
| Great Harbour Cay                | MYBG      | GHC  | Flughafen Great Harbour Cay                         | 4536 × 80 (1383 × 24 m) | 25° 44′ 18″ N, 77° 50′ 25″ W |
| Little Whale Cay                 | MYBX      |      | Flughafen Little Whale Cay                          | 08/26: 1750 × 52 (533 × 16 m), Asphalt | 25° 26′ 58″ N, 77° 45′ 34″ W |
| Bimini                           |           |      |                                                     | |                              |
| Bimini                           |           | NSB  | North Seaplane Base                                 | |                              |
| Bimini                           | MYBS      | BIM  | Flughafen Bimini Süd                                | 5600 × 100 (1707 × 30 m) | 25° 41′ 59″ N, 79° 15′ 54″ W |
| North Cat Cay                    | MYCC      | CXY  | Flughafen Cat Cay                                   | 13/31: 1100 × 50 (335 × 15 m), Asphalt | 25° 33′ 19″ N, 79° 16′ 33″ W |
| Ocean Cay                        | MYBO      |      | Flughafen Ocean Cay                                 | 09/27: 1650 × 92 (503 × 28 m), Schotter 17/35: 1890 × 89 (576 × 27 m), Schotter                                                             | 25° 25′ 22″ N, 79° 12′ 34″ W |
| Cat Island                       |           |      |                                                     | |                              |
| Arthurs Town                     | MYCA      | ATC  | Flughafen Arthurs Town                              | 7034 × 150 (2144 × 46 m) | 24° 37′ 46″ N, 75° 40′ 27″ W |
| Cutlass Bay                      | MYCX      |      | Flughafen Cutlass Bay                               | 11/29: 2400 × 60 (732 × 18 m), Asphalt | 24° 8′ 56″ N, 75° 23′ 53″ W  |
| Hawks Nest                       | MYCH      |      | Flughafen Hawks Nest                                | 08/26: 4600 × 80 (1402 × 24 m), Asphalt | 24° 9′ 15″ N, 75° 31′ 13″ W  |
| New Bight                        | MYCB      | TBI  | Flughafen New Bight                                 | 5065 × 75 (1544 × 23 m) | 24° 18′ 55″ N, 75° 27′ 9″ W  |
| Cay Sal                          |           |      |                                                     | |                              |
| Cay Sal                          | MYCS      |      | Flughafen Cay Sal (privat)                          | 2000 × 100 (610 × 30 m) | 23° 41′ 34″ N, 80° 23′ 15″ W |
| Crooked Island                   |           |      |                                                     | |                              |
| Colonel Hill                     | MYCI      | CRI  | Flughafen Colonel Hill (Crooked Island Airport)     | 3500 × 60 (1067 × 18 m) | 22° 44′ 43″ N, 74° 10′ 57″ W |
| Pitts Town                       | MYCP      | PWN  | Pitts Town Airport                                  | 09/27: 1960 × 33 (597 × 10 m), Asphalt | 22° 49′ 47″ N, 74° 20′ 47″ W |
| ELEUTHERA                        |           |      |                                                     | |                              |
| Freetown                         | MYEC      | CEL  | Cape Eleuthera Airport (geschlossen)                | 11/29: 6460 × 144 (1969 × 44 m), Asphalt | 24° 47′ 25″ N, 76° 17′ 40″ W |
| Governor’s Harbour               | MYEM      | GHB  | Governor’s Harbour Airport                          | 8500 × 150 (2591 × 46 m) | 25° 17′ 4″ N, 76° 19′ 51″ W  |
| North Eleuthera                  | MYEH      | ELH  | North Eleuthera Airport                             | 4500 × 100 (1372 × 30 m) | 25° 28′ 32″ N, 76° 40′ 52″ W |
| Rock Sound                       | MYER      | RSD  | Rock Sound International Airport                    | 7200 × 150 (2195 × 46 m) | 24° 53′ 42″ N, 76° 10′ 34″ W |
| EXUMA                            |           |      |                                                     | |                              |
| Black Point                      | MYEB      |      | Black Point Airport                                 | 12/30: 2620 × 80 (799 × 24 m), Asphalt | 24° 5′ 21″ N, 76° 23′ 52″ W  |
| Darby Island                     |           |      | Darby Island Airport (privat)                       | 1500 × 100 (457 × 30 m) | 23° 51′ 4″ N, 76° 13′ 41″ W  |
| Fowl Cay                         | MYXA      |      | Fowl Cay Airport                                    | 10/28: 1040 × 45 (317 × 14 m), Asphalt | 24° 16′ 14″ N, 76° 32′ 27″ W |
| Great Exuma Island (George Town) | MYEG      |      | George Town Airport                                 | 11/29: 5000 × 90 (1524 × 27 m), Asphalt | 23° 27′ 59″ N, 75° 46′ 54″ W |
| Great Exuma Island (Moss Town)   | MYEF      | GGT  | Exuma International Airport                         | 8000 × 100 (2438 × 30 m) | 23° 33′ 45″ N, 75° 52′ 39″ W |
| Leaf Cay                         | MYXD      |      | Leaf Cay Airport                                    | 09/27: 1200 × 40 (366 × 40 m), Schotter | 24° 8′ 57″ N, 76° 28′ 22″ W  |
| Lee Stocking Island              | MYXE/MYEL |      | Lee Stocking Airport                                | 12/30: 3230 × 141 (985 × 43 m), Asphalt | 23° 46′ 32″ N, 76° 6′ 13″ W  |
| Little Darby Island              | MYXF      |      | Little Darby Island Airport (privat)                | 14/32: 1000 × 75 (305 × 23 m), Gras (305 × 23 m)                                                                                            | 23° 51′ 28″ N, 76° 13′ 22″ W |
| Little Farmer’s Cay              |           |      | Farmers Cay Airport                                 | 18/36: 2480 × 56 (756 × 17 m), Asphalt | 23° 57′ 41″ N, 76° 19′ 34″ W |
| Norman’s Cay                     | MYEN      | NMC  | Norman’s Cay Airport                                | 3360 × 70 (1024 × 21 m) | 24° 35′ 39″ N, 76° 49′ 12″ W |
| Rudder Cut Cay                   |           |      | Rudder Cut Cay Airport                              | 09/27: 2150 × 89 (756 × 27 m), Schotter | 23° 53′ 11″ N, 76° 15′ 10″ W |
| Sampson Cay                      | MYXH      |      | Sampson Cay Airport (privat)                        | 14/32: 2000 × 39 (610 × 12 m), Schotter | 24° 12′ 58″ N, 76° 28′ 42″ W |
| Staniel Cay                      | MYES      | TYM  | Staniel Cay Airport                                 | 3030 × 75 (924 × 23 m) | 24° 10′ 10″ N, 76° 26′ 21″ W |
| Torch Cay                        | MYTC      | TCV  | Torch Cay Airport                                   | 12/30: 6000 × 100 (1829 X 30 m), Asphalt | 23° 23′ 50″ N, 75° 29′ 49″ W |
| GRAND BAHAMA                     |           |      |                                                     | |                              |
| Deep Water Cay                   | MYGD      |      | Deep Water Cay Airport                              | 14/32: 4200 × 40 (1280 × 12 m), Schotter | 26° 37′ 57″ N, 77° 55′ 19″ W |
| Freeport                         | MYGF      | FPO  | Grand Bahama International Airport (Freeport Int’l) | 11000 × 150 (3353 × 46 m) | 26° 33′ 31″ N, 78° 41′ 43″ W |
| High Rock                        | MYGM      |      | Grand Bahama Aux AF Airport                         | 05/23: 7160 × 197 (2182 × 60 m), Asphalt | 26° 37′ 54″ N, 78° 21′ 35″ W |
| West End                         | MYGW      | WTD  | West End Airport                                    | 11/29: 8000 × 150 (2438 × 46 m), Asphalt | 26° 41′ 12″ N, 78° 58′ 44″ W |
| INAGUA                           |           |      |                                                     | |                              |
| Matthew Town                     | MYIG      | IGA  | Inagua Airport (Matthew Town Airport)               | 7000 × 100 (2134 × 30 m) | 20° 58′ 29″ N, 73° 40′ 0″ W  |
| LONG ISLAND                      |           |      |                                                     | |                              |
| Cape Santa Maria                 | MYLM      |      | Cape Santa Maria Airport                            | 13/31: 2600 × 60 (792 × 18 m), Schotter | 23° 38′ 56″ N, 75° 19′ 24″ W |
| Deadman’s Cay                    | MYLD      | LGI  | Deadman’s Cay Airport                               | 4000 × 80 (1219 × 24 m) | 23° 10′ 43″ N, 75° 5′ 37″ W  |
| Hog Cay                          | MYXC      |      | Hog Cay Airport, Long Island                        | 07/25: 1800 × 50 (914 × 15 m), Asphalt | 23° 36′ 4″ N, 75° 20′ 20″ W  |
| Long Island (Bahamas)            | MYLR      |      | Hard Bargain Airport                                | 15/33: 3000 × 60 (914 × 80 m), Asphalt | 23° 0′ 40″ N, 74° 54′ 21″ W  |
| Stella Maris                     | MYLS      | SML  | Stella Maris Airport                                | 3900 × 90 (1189 × 27 m) | 23° 34′ 58″ N, 75° 16′ 8″ W  |
| MAYAGUANA                        |           |      |                                                     | |                              |
| Mayaguana                        | MYMM      | MYG  | Mayaguana Airport                                   | 7700 × 150 (2347 × 46 m) | 22° 22′ 50″ N, 73° 0′ 40″ W  |
| NEW PROVIDENCE                   |           |      |                                                     | |                              |
| Nassau                           | MYNN      | NAS  | Lynden Pindling International Airport               | 11000 × 150 (3353 × 46 m) | 25° 2′ 9″ N, 77° 28′ 8″ W    |
| Paradise Island (Bahamas)        | MYPI      | PID  | New Providence Airport (Airstrip geschlossen 1999)  | 3000 (914 m) |                              |
| RAGGED ISLAND                    |           |      |                                                     | |                              |
| Duncan Town                      | MYRD      | DCT  | Duncan Town Airport                                 | 3800 × 75 (1158 × 75 m) | 22° 10′ 54″ N, 75° 43′ 45″ W |
| RUM CAY                          |           |      |                                                     | |                              |
| Port Nelson                      | MYRP      |      | Port Nelson Airport                                 | 2400 × 80 (732 × 24 m) | 23° 41′ 0″ N, 74° 50′ 10″ W  |
| SAN SALVADOR                     |           |      |                                                     | |                              |
| Cockburn Town                    | MYSM      | ZSA  | San Salvador Airport (Cockburn Town Airport)        | 8000 × 180 (2438 × 55 m) | 24° 3′ 47″ N, 74° 31′ 25″ W  |